# 一線スルー

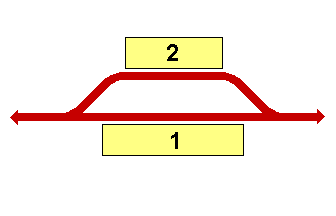
一線スルーの構造

一線スルー（いっせんスルー）、もしくは一線スルー方式は、鉄道の単線区間における行き違い施設の線路配線と信号システムの一形態。
特急列車等の優等列車を分岐器の直線側を通過させる方式をいう。通過列車に分岐器の定位（直線）側を通行できるようにすることで、曲線分岐側の速度制限が適用されないようにして高速化を図る。

## 概要
単線区間においては上り列車と下り列車がすれ違うために、駅なり信号所などといった行き違い施設を設ける必要がある。
日本の鉄道では、行き違い施設に両開き（Y字形）もしくは点対称に配置された片開き式の12番分岐器（番数は場所によって異なることもある）を設け、上り列車は上り主本線を、下り列車は下り主本線を走行させ、通過列車でも35から45 km/h程度に速度を落としてそれぞれの本線を通過させていた。この方式の安全性は高いが、単線区間の平均速度を上げられない要因となっていた。しかし、保安装置の進歩により、速度の高い列車が側線に入ることを防ぐ制御ができるようになってから、高速を維持しながら通過できるように片側を直線として、曲線を待避側線にまとめた一線スルー方式が日本でも見られるようになった。
一線スルー形配線は、信号システムを変更して通過列車の運転線路を分岐器の定位（直線）側に設定することで、設備投資を抑えつつ、通過列車の通過速度を高めることができる。
制限速度の高い側が上下主本線、低い側が上下副本線となり、列車の上下に関わらず、通過列車は上下主本線を、待避列車は上下副本線を通行する。このため、列車の交換などの場合、一時的に原則とは逆方向（日本では右側通行）の形になる場合もある。

## 一線スルーの分岐器
通過列車の走る線路（上下主本線）は片開き分岐の直線側となることが多いが、駅前後に曲線制限などがある場合、線形上直線化が難しい場合については、振分け分岐を用いて、分岐角の小さい側を上下主本線とすることがある。
近年では片開き分岐器の直線側を制限速度無制限にするため、弾性分岐器が使用される例が多い。これは、一般の片開き分岐器の直線側制限速度は100 km/hであり、20番両開き分岐器の制限速度90 km/hと大差がないためである。

## 信号システムとの関係
鉄道の駅構内の信号機は、番線への到着を許可する「場内信号機」と、番線からの出発を許可する「出発信号機」の2つが基本となっている。一線スルーでない交換駅では、上り本線とされた番線には上り列車用の場内信号機と出発信号機が立てられ、そのままでは下り列車を運転することができない。
一線スルー化にあたっては、上下通過列車を上下主本線に通すため、上下主本線・上下副本線ともに上り列車用・下り列車用の両方の信号機を立て、それを制御できるように信号回路の変更を行う。またこのような駅の場合は列車集中制御装置 (CTC: Centralized Traffic Control) でも上り線に入る列車は上り列車、下り線に入る列車は下り列車とみなしていたため、一線スルー化にあわせてどちらの線路にどの方向の列車が入っているかを識別する装置を設置する必要がある。つまり、線路の配線（分岐器）は片側が直線となっていてもそれが上下主本線ではなく、信号システムの上で上り主本線と下り主本線が設定されている場合は、一線スルーではない。
また、一般駅で貨物取扱があった頃、本線が直線で貨物側線がカーブして上下双方向で本線と接続していたケースがたまにあった（例として貨物扱い廃止前の伊勢竹原駅）が、こうした行き違い目的ではない分岐のある駅はただの棒線駅である。
日本以外の鉄道では、複線区間においても単線並列運転として、列車の進行方向を限定することは多くない。停車場内の番線でも、どの線路でもどちら方向へも運転できるのが通常である。
アジアにおいても、古くからジャワ島で高密度の鉄道が配備されていたインドネシアでは蒸気機関車の頃から一線スルー型の駅が存在していた。
一方日本の鉄道においては、複線区間では左側通行が原則とされている。これに対して停車場内での列車の行き違いに際しては、かつての日本国有鉄道（国鉄）の運転取扱基準規程では特に指定した場合を除き左側通行と定めていたが、国鉄分割民営化によってこの規程はなくなり、停車場内において左側通行をしなければならない規程上の根拠は存在しない。
ところが、1977年（昭和52年）12月に国鉄電気局が定めた地方交通線用の信号設備設計施工標準では、地方交通線において自動進路制御装置 (ARC: Automatic Route Control) 付きの4C形CTCを導入することとしていた。この装置では、ARCに列車選別機能がないため、ARCで制御を行う前提では自動的に左側通行となる仕様であった。この装置でも、連動装置に必要な進路の設定を行っておき、指令員が手動でCTCの操作を行えば交換駅における列車進入番線を任意に設定できるが、実際には導入費用削減のために連動装置の進路設定も最小限に抑えられている駅がほとんどであった。これにより、たとえ配線の上では直線側の速度制限のない番線があるように見えても、信号システムでは上り本線と下り本線が区別され、通過列車が速度制限を受ける番線を通らなければならない事態が発生することになった。

## 一線スルー配線の例

### 智頭急行智頭線岩木信号場
岩木信号場（いわきしんごうじょう）は、兵庫県赤穂郡上郡町岩木甲にある智頭急行智頭線の信号場であり、最も単純な構成をもつ一線スルー配線となっている。写真は手前が苔縄方面（下り）、奧が上郡方面（上り）である。
待避線では、2両編成の普通列車のみ待避することができる。

### 東日本旅客鉄道（JR東日本）磐越西線・新関駅
新関駅の構内の写真は新津方を示す。左側が1番線、右側が2番線である。列車の待ち合わせがない場合は、新津・新潟方面（下り）、五泉・津川方面（上り）とも1番線から発着する。また、快速「あがの」「SLばんえつ物語号」などの通過列車も1番線を走行する。列車の行き違いがある場合は、時間帯に合わせて1番線・2番線を使い分けて入線させる。

## 一線スルーによらない停車場配線の改良
東海旅客鉄道（JR東海）でも、優等列車が高速で駅通過を行うための分岐器の改良を行っているが、両開き分岐器（Y字ポイント）を高速通過 (110km/h) 可能な型に取り換える方式を採用している。このため、通過列車でも駅構内は上下別線運行となっており、一線スルー方式は採用されていない。この改良は、高山本線で重点的に行われている。ただし蘇原駅のように、元々、一線スルー型の構造を持つ駅は、一線スルーのままにしている駅も存在する。